# Làdojskaia
Làdojskaia - Ладожская (rus) - és una stanitsa del krai de Krasnodar, a Rússia. Es troba a la vora dreta del riu Kuban, a 21 km al nord-est d'Ust-Labinsk i a 77 km al nord-est de Krasnodar, la capital.
Pertany a aquest municipi el khútor de Potaienni.